# هارالد بارلي
هارالد بارلي (بالنرويجية البوكمول: Harald Barlie)‏ هو مصارع رياضي نرويجي، ولد في 4 يناير 1937 في أوسلو في النرويج، وتوفي في 12 أكتوبر 1995.

## وصلات خارجية
- هارالد بارلي على موقع قاعدة بيانات المصارعة الدولية (الإنجليزية)
- هارالد بارلي على موقع أوليمبيديا (الإنجليزية)